# Psaironeura
Psaironeura is een geslacht van libellen (Odonata) uit de familie van de Protoneuridae.

## Soorten
Psaironeura omvat 4 soorten:
- Psaironeura bifurcata (Sjöstedt, 1918)
- Psaironeura remissa (Calvert, 1903)
- Psaironeura selvatica Esquivel, 1993
- Psaironeura tenuissima (Selys, 1886)